# Henrik af Anhalt-Köthen
Hertug Henrik af Anhalt-Köthen (født 30. juli 1778 i Pleß i Schlesien; død 23. november 1847 i Köthen) var en tysk fyrste fra Huset Askanien, der var den sidste hertug af det lille hertugdømme Anhalt-Köthen i det centrale Tyskland fra 1830 til 1847.

## Eksterne links
- Wikimedia Commons har flere filer relateret til Henrik af Anhalt-Köthen
- Slægten Askaniens officielle hjemmeside Arkiveret 21. august 2018 hos  Wayback Machine

| HenrikHuset AskanienFødt: 30. juli 1778 Død: 23. november 1847 |                                     |                           |
| Titler som regent                                              |                                     |                           |
| Foregående: Frederik Ferdinand                                 | Hertug af Anhalt-Köthen 1830 – 1847 | Efterfølgende: Leopold 4. |